# Pān Yuliang
Pan Yuliang (chinois simplifié : 潘玉良 ; pinyin : Pān Yùliáng), de son nom de naissance Zhang Yuliang (张玉良), née le 14 juin 1895 ou le 25 mai 1899 à Yangzhou, province du Jiangsu ou dans la province d'Anhui (Chine), et morte le 22 juillet 1977 à Paris, est une peintre, sculptrice et graveuse chinoise.
L'essentiel de ses œuvres a été rapatrié en Chine après sa mort, en 1982, en respect de son testament, avec l'aide de l'artiste Wu Zuoren (1908-1997) et le support de l'Ambassade chinoise de Paris. Les œuvres de Pan Yuliang conservées en France sont peu nombreuses et ne sont pas représentatives de l'ensemble de sa production. En effet, ce sont essentiellement des nus peints à l'encre sur papier, quelques bustes sculptés et une série de linogravures acquise après son décès, en 1977, ainsi que la donation faite par l'ambassade de Chine en France en 1981. Ces œuvres sont conservées au musée Cernuschi et au musée national d'Art moderne. Cet ensemble apparaît très incomplet au regard des collections conservées en Chine, et en particulier de celles du musée de l'Anhui, à Heifei, qui conserve environ 4 800 œuvres de l'artiste, comprenant de nombreuses peintures à l'huile sur différents sujets. 

## Biographie

### Début de vie
Pan Yuliang naît le 14 juin 1895 ou le 25 mai 1899 et grandit à Tongcheng (桐城) dans la province du Anhui. Elle est orpheline tôt : son père meurt un an après sa naissance et sa mère lorsqu'elle a 8 ans. En 1908, elle est vendue à une maison close de Wuhu (芜湖), province de Anhui, elle est alors âgée de 13 ans.
En 1913, elle rencontre Pan Zanhua (潘赞化), riche fonctionnaire qui la rachète et la prend comme seconde épouse. Elle lui emprunte son nom par reconnaissance et devient Pan Yuliang.

### Formation artistique
Pan Yuliang se forme à l’art dans les premières années de la République de Chine (1912-1949). Elle suit la voie de la modernité en apprenant la technique de la peinture occidentale dans un premier temps en Chine, à partir de 1917, auprès de Hong Ye (洪野) (1886-1932). En 1918, elle réussit le concours d'entrée de l'Académie des Beaux-Arts de Shanghai, centre du mouvement occidentalisant. Elle y suit notamment les cours de Wang Jiyuan (en) (王济远) et de Liu Haisu (1896-1994), peintre lettré de tradition classique et pionnier et l’art moderne.
En 1921, elle fait partie de la première vague de Chinois admis à l'Institut franco-chinois de Lyon (里昂中法大学). Elle gagne la France grâce à une bourse accordée par legouvernement et commence ses études à l'Institut franco-chinois de Lyon. En juin 1924, elle entre aux Beaux-arts de Paris où elle suit les cours de Lucien Simon (1861-1945) et de Pascal-Adolphe-Jean Dagnan-Bouveret (1852-1929). Elle y rencontre Xu Beihong qui est son compagnon d'études. 
En 1926 elle se rend à Rome pour étudier « les œuvres d'art : architectures, peintures, sculptures, etc., qui y sont si riches. ». Elle expose en 1926 dans la capitale italienne[réf. nécessaire]. En 1928, elle participe à l'exposition royale de Rome.

### Retour en Chine
En 1928, elle retourne en Chine pour y enseigner l'art occidental à l'université nationale de Nankin sous la direction de Xu Beihong. 
Sa première exposition personnelle d'huiles, comportant des autoportraits et des œuvres de jeunesse, est organisée en 1928 à la Ningbo Townsmen Association de Shanghai. En 1929, elle part à Shanghai et enseigne à l'académie des beaux-arts de Shanghai (zh) (上海美术专门学校) où elle est nommée doyenne de la section Art occidental.
Encouragée par son mari Pan Zanhua, qui était membre du parti républicain et réformiste et avait milité auprès des révolutionnaires pour renverser la dynastie Qing (1644-1912), Pan Yuliang soutient le mouvement des « New Women », promu par des intellectuels du mouvement de la Nouvelle Culture et du Mouvement du 4 mai. Elle joue un rôle actif dans ce mouvement, à travers sa carrière d’artiste-enseignant en Chine et par l’exemple de son mode de vie et de sa quête permanente d’indépendance. Cet engagement a aussi été perçu dans son art, par l’abondance de ses représentations de femmes. Pan Yuliang est considérée comme une artiste moderne, défenseuse des droits des femmes.

### Carrière artistique en France
Elle réside ensuite 14 ans en France. Il est difficile d’établir une liste exhaustive des expositions dans lesquelles furent exposées des œuvres de Pan Yuliang et quelles furent celles-ci, car elles sont très nombreuses et que certains catalogues sont difficilement accessibles. De plus, la plupart des catalogues n’indiquent que le titre des œuvres présentées et lorsque les titres sont précisés, ils ne permettent pas toujours d'identifier avec certitude les œuvres dont il est question. 
L’étude des comptes-rendus d’exposition et certaines reproductions photographiques permettent d’établir, de façon certaine, que les œuvres de Pan Yuliang exposées sont majoritairement des nus, ce qui est en accord avec l’importance de leur nombre.
Nous savons qu'en 1935, elle présente une exposition personnelle de 200 œuvres. En 1937, elle expose au Overseas Chinese Club. En 1939, elle participe à l'exposition du « Salon des séparatistes » (NdT : 独立派沙龙, peut-être salon des indépendants ou des refusés ? - sauf erreur, plus de Salon des Refusés en 1939), elle y expose Portrait de jeune fille (《少女肖像》) l'année suivante. En 1942, elle se rend à Moscou, où elle peint différentes œuvres.
En janvier 1944, elle participe à l'exposition conjointe des femmes peintres et sculpteurs. La même année, elle expose au Salon d'automne deux œuvres. En 1945, à l'occasion de la 56e exposition de la société des artistes Indépendants, elle présente treize œuvres dont neuf huiles sur toile. En 1946, elle participe à l'exposition organisée par l'association des artistes chinois en France, à l'Ecole nationale supérieure des Beaux-Arts où elle présente 35 huiles sur toile et dessins. Ses œuvres sont présentées dans la section académique. Le 16 octobre 1948, l’Ambassade de la République de Chine organise une exposition réunissant quatre artistes chinois vivant en France. Dix-sept œuvres de Pan Yuliang sont présentées. Au Salon d’automne de 1953, elle présente trois œuvres. En 1955, elle participe au 71e Salon des femmes peintres, sculpteurs, graveurs et décorateurs où elle présente six œuvres. 
À la suite de son exposition à la galerie d’Orsay en 1953, Pan Yuliang bénéficie d’une seconde exposition personnelle dans cette galerie, du 22 mai au 15 juin 1957. Elle y présente 116 œuvres, réparties en sept sections.
En 1962, elle expose trois natures mortes à la 78e exposition des Femmes peintres. En 1963, une exposition personnelle de Pan Yuliang est organisée à la China House de New York où elle présente cinquante œuvres. En 1966, des œuvres de Pan Yuliang sont présentées à la Modern Chinese Painting and Calligraphy Exhibition de New York, qui ouvre le 26 avril.
Pan Yuliang meurt le 22 juillet 1977 dans le 14e arrondissement de Paris et repose au cimetière du Montparnasse avec Wang Shouyi (王守义), celui qui lui a apporté son appui durant leurs dernières années dans la capitale française.

## Hommages
Une place du 3e arrondissement de Paris porte le nom place Pan-Yuliang depuis juin 2025.

## Œuvres

Nu, 1930
Femme nue allongée, 1930
Autoportrait, 1936

## Expositions
- Pan Yuliang a déjà fait l'objet de deux expositions au Musée d'histoire de Taipei : la première montrait une sélection de quelques dizaines d'œuvres. Une deuxième manifestation a lieu du 11 février au 9 avril 2006. Elle regroupe un total de 120 œuvres : peintures à l'huile, dessins et lavis sur papier, œuvres choisies parmi les collections du musée provincial du Anhui. En marge de cette exposition s'est tenu un colloque sur cette artiste. Plusieurs publications : catalogues et articles, en chinois ou bilingues, ont été publiés pour l'occasion.
- Du 9 septembre au 31 décembre 2011, une salle (peintures, sculptures, gravures) lui est consacrée dans l'exposition sur les Artistes chinois à Paris[19].

#### Documents d'archive
- Archives de la Bibliothèque publique d’information, Kandinsky, Fonds Marc Vaux : dossier de sept boîtes, contenant un total de 100 plaques de verres comprenant des photographies de tableaux et sculptures et des portraits de l’artiste Pan Yuliang.
- Archives de la préfecture de police de Paris : « Rapport des Renseignements généraux sur l’association des artistes chinois en France », 23 janvier 1954, 77 W 4252 – 431.627 et « Pan née Tang-Yu-Ling », 77 W 4750 – 513.592.
- Archives de l’Institut franco-chinois de Lyon, fonds chinois de la Bibliothèque Municipale de Lyon : dossier sur Pan Yuliang contenant 29 pièces (numérotées de 6-1 à 6-29)
- BERNARD, Jean-Claude, film documentaire « Chez ceux de Montparnasse », juin 1955.

#### Ouvrages
- CLARK, John, Pan Yuliang, 2013 (https://cdn.aaa.org.hk/_source/John_Clark_Archive/4-2-pan-yuliang-materials-1.pdf : consulté le 16 mars 2023).
- DONG, Song, Pan Yuliang yishu nianpu, Hefei, Anhui Fine Arts Publishing House, 2013.
- FAN, Di’An (dir.), Pan Yu liang quan ji (Twentieth Century Chinese Art : The Complete Works of Pan Yuliang), Hefei, Anhui Meishu Chubanshe (édition bilingue chinois-anglais en huit volumes), juin 2015.
- Lü Peng (trad. du chinois), Histoire de l'art chinois au XXe siècle, Paris, Somogy, 2013, 800 p. (ISBN 978-2-7572-0702-4), p. 172-173.
- LIU, Haisu (préfacier), Pan Yuliang meishu zuopin xuanji, Nanjing, Jiangsu meishu chubanshe, Chine, 1988.
- WONG, Rita, Pan Yuliang banhua quanji (Pan Yu Lin, Catalogue raisonné : Prints), Taipei, The Li Ching Cultural and Educational Foundation (édition bilingue chinois-anglais), 2017.

### Filmographie
- 画魂, huà hún (en français, La Peintre ou Pan Yuliang artiste peintre, en anglais Painting Soul ou A Soul Haunted by Painting (en), 1994), film franco-chinois de Huang Shuqin (en) (黄蜀芹), supervisé par Zhang Yimou, avec Gong Li et Er Dongsheng dans les rôles principaux. Ce film est tiré du livre de Shi Nan Huà Hún publié en 1984.